# Esteban Álvarez
Esteban Álvarez – piłkarz urugwajski, obrońca.
Jako piłkarz klubu Defensor Sporting wziął udział w turnieju Copa América 1959, gdzie Urugwaj zajął przedostatnie, szóste miejsce. Álvarez zagrał tylko w meczu z Paragwajem, gdzie w 29 minucie zastąpił go William Martínez.
Álvarez był podstawowym graczem klubu Defensor w latach 60, gdzie zdobył sobie duże uznanie i pozycję kapitana drużyny.